# 미국의 증여세
미국의 증여세는 미국의 세법상 증여세에 대한 설명이다.

## 증여세 면제
일반적으로, 다음의 경우에는 증여세가 면제된다.

- 1년간 일정액 이하의 증여. 2013년에는 14,000 달러(1400만원)[2])
- 정치단체에 대한 기부
- 자선 목적의 기부
- 자신의 배우자에 대한 증여
- 타인에 대한 등록금 또는 병원비. 다만, 기부자는 반드시 직접 교육기관이나 병원에 납부해야 하며, 수표를 사용한 경우에는 과세된다.